# Medailové pořadí na Zimních olympijských hrách 1994
Toto je medailové pořadí zemí na Zimních olympijských hrách 1994, které se konaly v Lillehammeru v Norsku od 12. února 1994 do 27. února 1994. Těchto her se zúčastnilo 1737 sportovců ze 67 zemí v 61 disciplínách v 6 sportech.

## Počet medailí
Toto je kompletní tabulka počtu medailí udělených na Zimních olympijských hrách 1994 podle údajů Mezinárodního olympijského výboru.
| Pořadí | Země                         | Zlato | Stříbro | Bronz | Celkem |
| ------ | ---------------------------- | ----- | ------- | ----- | ------ |
| 1      | Rusko (RUS)                  | 11    | 8       | 4     | 23     |
| 2      | Norsko (NOR)                 | 10    | 11      | 5     | 26     |
| 3      | Německo (GER)                | 9     | 7       | 8     | 24     |
| 4      | Itálie (ITA)                 | 7     | 5       | 8     | 20     |
| 5      | Spojené státy americké (USA) | 6     | 5       | 2     | 13     |
| 6      | Jižní Korea (KOR)            | 4     | 1       | 1     | 6      |
| 7      | Kanada (CAN)                 | 3     | 6       | 4     | 13     |
| 8      | Švýcarsko (SUI)              | 3     | 4       | 2     | 9      |
| 9      | Rakousko (AUT)               | 2     | 3       | 4     | 9      |
| 10     | Švédsko (SWE)                | 2     | 1       | 0     | 3      |
| 11     | Japonsko (JPN)               | 1     | 2       | 2     | 5      |
| 12     | Kazachstán (KAZ)             | 1     | 2       | 0     | 3      |
| 13     | Ukrajina (UKR)               | 1     | 0       | 1     | 2      |
| 14     | Uzbekistán (UZB)             | 1     | 0       | 0     | 1      |
| 15     | Bělorusko (BLR)              | 0     | 2       | 0     | 2      |
| 16     | Finsko (FIN)                 | 0     | 1       | 5     | 6      |
| 17     | Francie (FRA)                | 0     | 1       | 4     | 5      |
| 18     | Nizozemsko (NED)             | 0     | 1       | 3     | 4      |
| 19     | Čína (CHN)                   | 0     | 1       | 2     | 3      |
| 20     | Slovinsko (SLO)              | 0     | 0       | 3     | 3      |
| 21     | Velká Británie (GBR)         | 0     | 0       | 2     | 2      |
| 22     | Austrálie (AUS)              | 0     | 0       | 1     | 1      |
| Celkem | Celkem                       | 61    | 61      | 61    | 183    |